# Многостороннее соглашение об инвестициях
Многостороннее соглашение об инвестициях (англ. Multilateral Agreement on Investment) — проект соглашения, разрабатывавшегося в рамках ОЭСР с 1995 по 1998 год. Из-за резкой критики со стороны ряда политиков и неправительственных организаций соглашение так и не было заключено.

## Разработка
Переговоры о разработке соглашения начались в мае 1995 года под эгидой ОЭСР. Его целью являлось создание либерального международного инвестиционного климата и упразднение преград для трансграничных потоков капиталов. Проект соглашения предусматривал обязательную юридическую ответственность государств перед инвесторами. Переговоры по соглашению шли в закрытом режиме, подписать его планировалось в мае 1997 года.

## Утечка информации и кампания протеста
В марте 1997 года текст проекта соглашения через депутата парламента Канады от Квебека попал в парламент Франции, где моментально вызвал скандал.
Документ подвергся критике прежде всего из-за положений о международном инвестиционном арбитраже. Они предусматривали право инвесторов требовать не только возмещения фактических убытков, но и потенциальную потерю прибыли в будущем от принимаемых государством решений и законов. Критики утверждали, что это позволит транснациональным корпорациям игнорировать национальное право и демократические институты власти, фактически блокируя принятие невыгодных им законов и приводя к «гонке на дно». Например, в свое время на основании аналогичных норм табачная компания Philip Morris подала многомиллиардный иск против правительства Австралии из-за упущенной выгоды от введенных ограничений на рекламу табачных изделий, а шведская энергетическая компания Vattenfall предъявила Германии требование в размере €5 млрд из-за сокращения программы развития ядерной энергетики после аварии в Фукусиме. 
В кампании протеста против заключения соглашения участвовали экологические организации (такие как «Друзья Земли»), организация «Демократические социалисты Америки» и целый ряд других организаций в разных странах.

## Отказ от заключения соглашения
28 апреля 1998 года было заявлено, что необходимо «время для оценки и дальнейших консультаций между участниками переговоров и со всеми заинтересованными кругами общественности». В декабре 1998 года ОЭСР заявила об окончательном прекращении переговоров по соглашению.